# 山崎翔
山崎 翔（やまざき しょう、1995年3月2日 - ）は、日本の元ラグビー選手。現在ジャパンラグビーリーグワンNECグリーンロケッツ東葛のマネージャーを務めている。

## プロフィール
- 東京都出身[1]。
- ポジションはセンター(CTB)。
- 身長 175 cm、体重 91 kg

## 略歴
2013年、國學院久我山高校卒業後、専修大学に入学する。
2016年、専修大学ラグビー部の副将に就任した。
2017年、専修大学卒業後、NECグリーンロケッツに加入。
2021年、現役を引退してNECグリーンロケッツ東葛のマネージャーに就任。

## MV出演
- Carnavacation「だれも知らない」[5]。